# クイーン (トランプ)

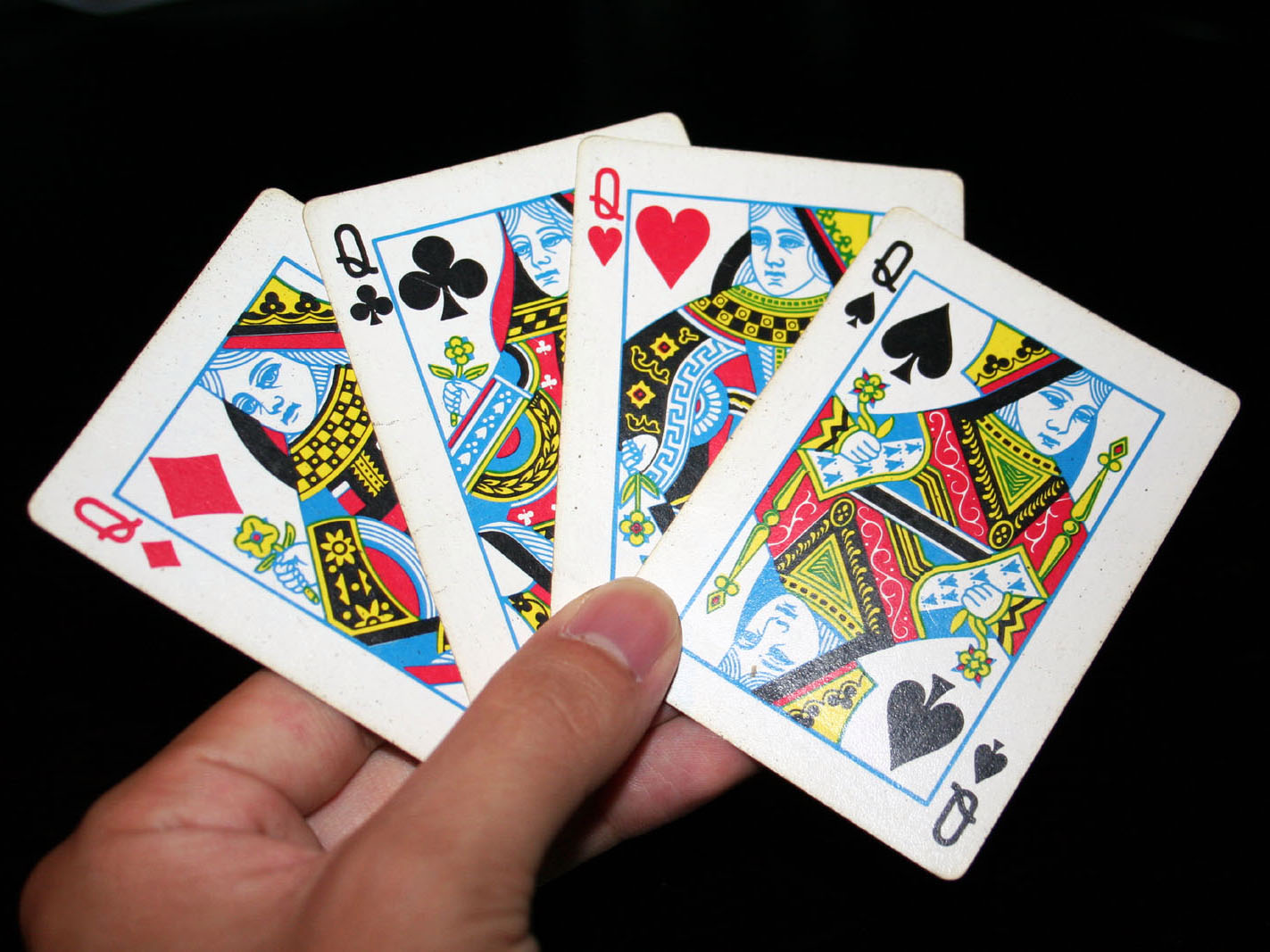
スタンダードデッキにおける4つのスートのクイーン

クイーン（英語: Queen）は、女王（王妃）の絵柄が描かれたトランプである。クイーンの通常のランクは12（まれに13）であり、キングとジャック, ナイトの間の強さである。

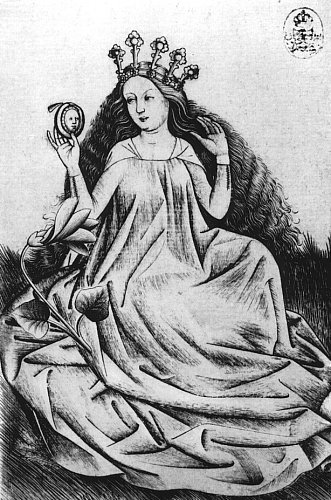
15世紀のMaster of the Playing Cards
に描かれた花のクイーン

標準的な英米タイプのカードデッキでは、ハートのクイーンはヘンリー7世の王妃であるエリザベス・オブ・ヨークの象徴であるという伝説が残っている。彼女の王冠の下に着けている王女の頭飾りは、テューダー朝初期に特に見られる物である。
対照的に、フランスタイプのデッキ製造業者は、伝統的にクイーンのトランプを特に歴史上または神話上の偉人に仕立てた。フランスタイプのデッキでは伝統的に以下の愛称が付けられている。
- スペードのクイーン: パラス (アテーナーとも。ギリシャ神話の女神)
- ハートのクイーン: ユディト (聖書上の人物)
- ダイヤのクイーン: ラケル (聖書上の人物)
- クラブのクイーン: アルジーヌ (ラテン語で「クイーン」を表す、「レジーナ」のアナグラム)